# شهرستان میلر (جورجیا)
شهرستان میلر، جورجیا (به انگلیسی: Miller County, Georgia) یک سکونتگاه مسکونی در ایالات متحده آمریکا است که در جورجیا واقع شده‌است.